# San Secondo
San Secondo (III secolo – Victimula, 286 o 302) è stato un militare romano, martire per la sua fede: è venerato come santo e martire dalla Chiesa cattolica.

## Biografia
Era luogotenente di san Maurizio, comandante della legione Tebea inviata dall'imperatore Diocleziano in aiuto a Massimiano per combattere alcune popolazioni della Gallia che rifiutavano di rinnegare la religione cristiana.
Di fronte al rifiuto di combattere una popolazione inerme, per di più salda nella fede cristiana, l'imperatore Massimiano ordinò la flagellazione pubblica e quindi la decapitazione dei militari. L'esecuzione avvenne nei pressi di Salussola, antico vicus di Victimula nel 286 o nel 302 (presunte coordinate 45°26′06.36″N 8°05′48.26″E).

## Culto
Le sue spoglie sono tuttora conservate nel duomo di Torino, città di cui fu uno dei patroni dal 1630 fino al 1850, mentre il capo dal X secolo è conservato a Ventimiglia, della cui diocesi è patrono. La sua festività cade il 26 agosto.
La sua figura viene talvolta confusa con quella di altri santi omonimi, come ad esempio san Secondo di Asti.